# 주한 영국 대사관

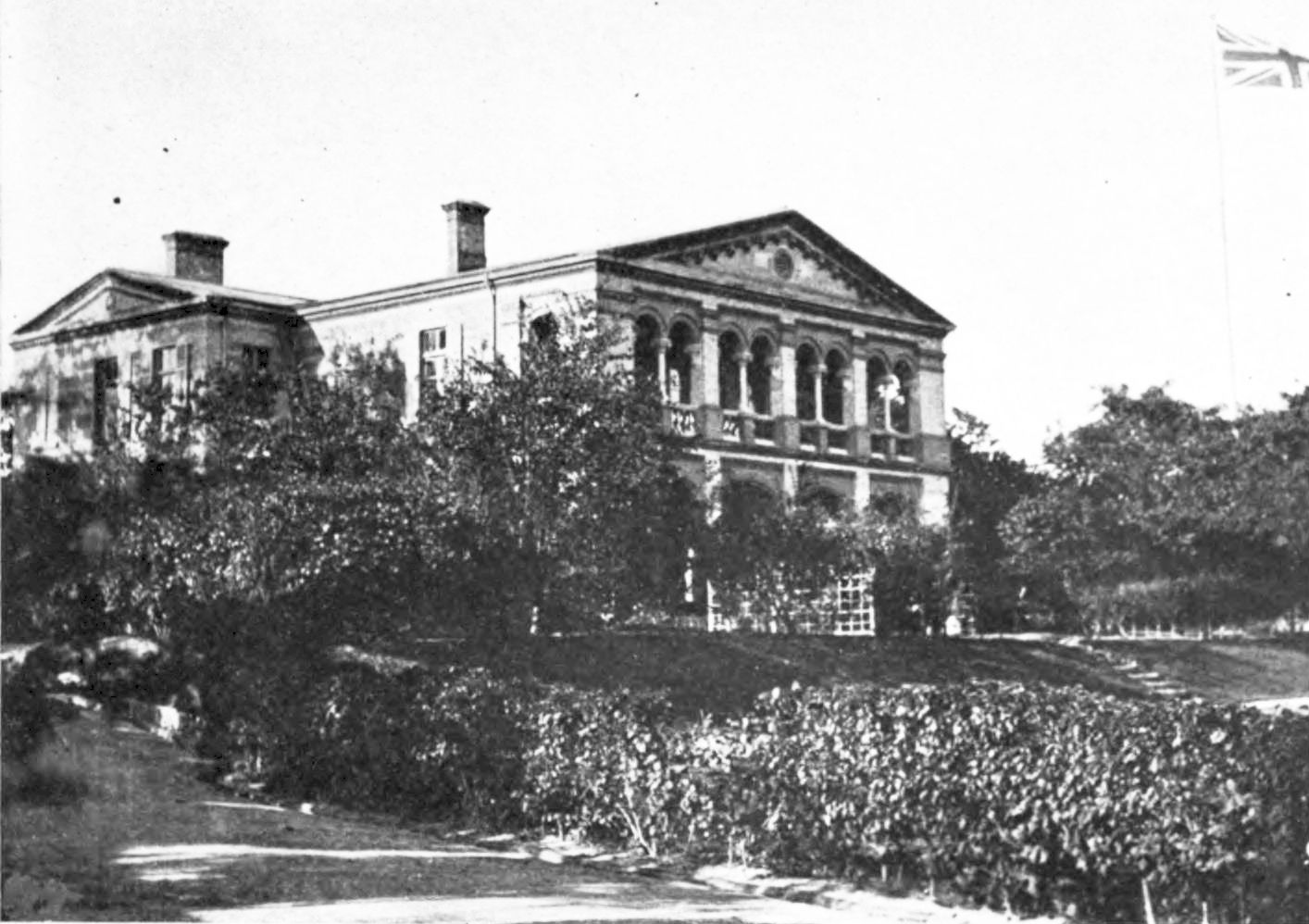
주한 영국 대사관 (1900년경)

주한 영국 대사관(駐韓 英國 大使館, 영어: British Embassy Seoul)은 서울특별시 중구에 위치한 영국의 대한민국 주재 대사관이다. 1884년 영국과 조선이 수교한 이후 지어진 대사관으로, 개화기 대사관 중에서 현재까지 그대로 외교공관이 같은 자리에 있는 경우는 주한 영국 대사관이 유일하다. 주소는 종로구 세종대로19길 24번지이다.

## 역사
1883년 11월 영국(그레이트브리튼 아일랜드 연합왕국)과 조선이 조영수호통상조약을 정식 체결하고, 1884년 4월 2일 비준서 교환으로 외교 관계를 정식 수립하였다.
수교 직후 1884년 4월부터는 신헌, 신석희 부자가 살던 한옥을 영국 영사관으로 사용하였다. 미국 영사관 다음으로 들어선 재조선 외국공관이었다. 1890년 5월에 한옥을 철거하고 벽돌과 석재를 사용한 서양식 건물을 착공하였다. 1891년 조선을 찾은 영국군 대위 A. E. J. 캐번디시는 <조선과 신성한 백두산> (Korea and the Sacred White Mountain)에서 완공 무렵의 영사관 풍경을 두고 "약간 도드라진 언덕 위에 서 있으며", "한옥 군집으로 이뤄진 원래 영사관 건물은 새 건물 완공과 더불어 철거되었고, 지금은 정원이 들어서 있다"고 전했다.
완공 이후인 1894년 조선을 찾은 이사벨라 버드 비숍 여사 역시 <조선과 그 이웃 나라들>에서 "언덕 위에 눈에 확 띄는 영국 영사관의 붉은 벽돌 건물"로 묘사하고, "다른 높은 언덕에는 러시아 공사관이 차지하였으며, 높은 탑과 화려한 정문은 이 도시에서 매우 이채로운 건물"이라고 말했다. 1898년 2월에는 영사관에서 공사관으로 승격되었다.
1905년에 체결된 을사조약에 따라 대한제국의 외교권이 일본 제국에 넘어가면서 대한제국과 영국 간의 외교 관계가 단절되었고, 주대한제국 영국 영사관도 폐쇄되었다. 그러다가 조선을 식민 지배하던 일본 제국이 1945년에 제2차 세계 대전에서 패배했고, 1948년에 대한민국 정부가 수립되었다. 대한민국과 영국은 1949년 1월 18일에 외교 관계를 수립했고, 영국 정부는 1949년부터 옛 영국 영사관을 주한 영국 공사관으로 사용했다. 1950년에는 6·25 전쟁 발발과 함께 대한민국의 임시 수도였던 부산으로 잠시 이전했다가, 1953년에 정전 협정이 체결되면서 서울로 복귀했다. 1957년에는 주한 영국 공사관이 대사관으로 승격되었다.

## 근처 건물
영국대사관 정문 오른편에는 정면 7칸, 측면 4칸 규모의 경운궁 양이재(慶運宮 養怡齎)가 자리해 있다. 1905년에 세워진 한옥으로 처음에는 함희당(咸喜堂)과 연결되어 있었다. 1910년까지는 대한제국 궁내부 산하 황족과 귀족 자제의 근대식 교육을 전담하는 수학원으로 이용되었다.
1912년에는 대한성공회가 임대해 사용하다가 1920년에는 정식 매입하였다. 이후 1927년 지금의 자리로 옮겨졌는데 내부 바닥과 지붕 등이 다소 바뀌었지만 기본 골격은 온전히 보존되고 있다. 이후로도 대한성공회 서울교구 사무소로 이용되다 2006년 9월 등록문화재 제267호로 지정되었다.

## 같이 보기
- 대한민국-영국 관계
- 주영국 대한민국 대사관 겸 주국제 해사 기구 대한민국 대표부